# Grand Prix moto d'Australie 1997
Le  Grand Prix moto d'Australie 1997 est la 15e et dernière manche du championnat du monde de vitesse moto 1997. La compétition s'est déroulée du 3 au 5 octobre 1997 sur le circuit de Phillip Island.
C'est la 9e édition du Grand Prix moto d'Australie.

## Résultat des 500 cm3
| Pos. | Pilote              | Constructeur | Temps/Écart     | Points |
| ---- | ------------------- | ------------ | --------------- | ------ |
| 1    | Alex Criville       | Honda        | 42 min 53 s 362 | 25     |
| 2    | Takuma Aoki         | Honda        | +2 s 268        | 20     |
| 3    | Norifumi Abe        | Yamaha       | +28 s 119       | 16     |
| 4    | Tadayuki Okada      | Honda        | +35 s 230       | 13     |
| 5    | Régis Laconi        | Honda        | +35 s 540       | 11     |
| 6    | Sete Gibernau       | Yamaha       | +35 s 678       | 10     |
| 7    | Yukio Kagayama      | Suzuki       | +35 s 770       | 9      |
| 8    | Alex Barros         | Honda        | +36 s 260       | 8      |
| 9    | Peter Goddard       | Suzuki       | +36 s 795       | 7      |
| 10   | Carlos Checa        | Honda        | +37 s 546       | 6      |
| 11   | Doriano Romboni     | Aprilia      | +37 s 761       | 5      |
| 12   | Jurgen vd Goorbergh | Honda        | +56 s 989       | 4      |
| 13   | Kirk McCarthy       | Yamaha       | +1 min 01 s 191 | 3      |
| 14   | Kenny Roberts Jr    | Modenas      | +1 min 02 s 256 | 2      |
| 15   | Alberto Puig        | Honda        | +1 min 02 s 500 | 1      |
| 16   | Jean-Michel Bayle   | Modenas      | +1 min 24 s 816 |        |
| 17   | Lucio Pedercini     | ROC Yamaha   | +1 tour         |        |
| 18   | Frédéric Protat     | Honda        | +1 tour         |        |
| 19   | Laurent Naveau      | ROC Yamaha   | +1 tour         |        |
| Abd. | Jurgen Fuchs        | Elf 500      | Abandon         |        |
| Abd. | Nobuatsu Aoki       | Honda        | Abandon         |        |
| Abd. | Luca Cadalora       | Yamaha       | Abandon         |        |
| Abd. | Mickael Doohan      | Honda        | Abandon         |        |
| Abd. | Juan Borja          | Elf 500      | Abandon         |        |
| Np.  | Daryl Beattie       | Suzuki       | Non partant     |        |

## Résultat des 250 cm3
| Pos  | Pilote               | Constructeur | Temps/Écart     | Points |
| ---- | -------------------- | ------------ | --------------- | ------ |
| 1    | Ralf Waldmann        | Honda        | 40 min 09 s 735 | 25     |
| 2    | Max Biaggi           | Honda        | +5 s 829        | 20     |
| 3    | Olivier Jacque       | Honda        | +27 s 251       | 16     |
| 4    | Takeshi Tsujimura    | Honda        | +27 s 639       | 13     |
| 5    | Tetsuya Harada       | Aprilia      | +27 s 926       | 11     |
| 6    | Troy Bayliss         | Suzuki       | +28 s 118       | 10     |
| 7    | Stefano Perugini     | Aprilia      | +29 s 038       | 9      |
| 8    | Tohru Ukawa          | Honda        | +43 s 594       | 8      |
| 9    | Sebastian Porto      | Aprilia      | +58 s 422       | 7      |
| 10   | Jeremy McWilliams    | Honda        | +1 min 05 s 476 | 6      |
| 11   | Osamu Miyazaki       | Yamaha       | +1 min 05 s 563 | 5      |
| 12   | Franco Battaini      | Yamaha       | +1 min 12 s 379 | 4      |
| 13   | Cristiano Migliorati | Honda        | +1 min 19 s 550 | 3      |
| 14   | Haruchika Aoki       | Honda        | +1 min 19 s 683 | 2      |
| 15   | Luca Boscoscuro      | Honda        | +1 min 19 s 740 | 1      |
| 16   | Luis d'Antin         | Yamaha       | +1 min 21 s 981 |        |
| 17   | Oliver Petrucciani   | Aprilia      | +1 min 40 s 671 |        |
| 18   | William Strugnell    | Honda        | +1 tour         |        |
| 19   | Simon Weeks          | Honda        | +1 tour         |        |
| 20   | Ben Reid             | Yamaha       | +1 tour         |        |
| 21   | Michael Clunie       | Yamaha       | +1 tour         |        |
| Abd. | Giuseppe Fiorillo    | Aprilia      | Abandon         |        |
| Abd. | Jamie Robinson       | Suzuki       | Abandon         |        |
| Abd. | Eustaquio Gavira     | Aprilia      | Abandon         |        |
| Abd. | José Luis Cardoso    | Yamaha       | Abandon         |        |
| Abd. | William Costes       | Honda        | Abandon         |        |
| Abd. | Emilio Alzamora      | Honda        | Abandon         |        |

## Résultat des 125 cm3
| Pos  | Pilote             | Constructeur | Temps/Écart     | Points |
| ---- | ------------------ | ------------ | --------------- | ------ |
| 1    | Noboru Ueda        | Honda        | 38 min 59 s 797 | 25     |
| 2    | Kazuto Sakata      | Aprilia      | +1 s 366        | 20     |
| 3    | Tomomi Manako      | Honda        | +1 s 866        | 16     |
| 4    | Roberto Locatelli  | Honda        | +1 s 903        | 13     |
| 5    | Gianluigi Scalvini | Honda        | +5 s 587        | 11     |
| 6    | Valentino Rossi    | Aprilia      | +18 s 953       | 10     |
| 7    | Lucio Cecchinello  | Honda        | +27 s 244       | 9      |
| 8    | Masaki Tokudome    | Aprilia      | +35 s 786       | 8      |
| 9    | Garry McCoy        | Aprilia      | +35 s 897       | 7      |
| 10   | Mirko Giansanti    | Honda        | +36 s 392       | 6      |
| 11   | Enrique Maturana   | Yamaha       | +36 s 404       | 5      |
| 12   | Masao Azuma        | Honda        | +36 s 466       | 4      |
| 13   | Jorge Martínez     | Aprilia      | +44 s 911       | 3      |
| 14   | Yoshiaki Katoh     | Yamaha       | +56 s 342       | 2      |
| 15   | Manfred Geissler   | Aprilia      | +56 s 529       | 1      |
| 16   | Steve Jenkner      | Aprilia      | +56 s 533       |        |
| 17   | Angel Nieto Jr     | Aprilia      | +1 min 00 s 032 |        |
| 18   | Josep Sarda        | Honda        | +1 min 00 s 176 |        |
| 19   | Shahrol Yuzy       | Honda        | +1 min 26 s 735 |        |
| 20   | Jay Taylor         | Honda        | +1 min 32 s 022 |        |
| 21   | Hayden Bool        | Honda        | +1 tour         |        |
| 22   | James Armstrong    | Yamaha       | +2 tours        |        |
| Abd. | Youichi Ui         | Yamaha       | Abandon         |        |
| Abd. | Xavier Soler       | Aprilia      | Abandon         |        |
| Abd. | William Strugnell  | Honda        | Abandon         |        |
| Abd. | Andrew Willy       | Yamaha       | Abandon         |        |
| Abd. | Peter Galvin       | Honda        | Abandon         |        |
| Abd. | Dirk Raudies       | Honda        | Abandon         |        |
| Abd. | Jaroslav Huleš     | Honda        | Abandon         |        |
| Abd. | Gino Borsoi        | Yamaha       | Abandon         |        |
| Abd. | Frédéric Petit     | Honda        | Abandon         |        |